# Talaat El Dahshan
Talaat Ibrahim El Dahshan (en arabe : طلعت إبراهيم الدهشان) est un boxeur égyptien né le 7 juin 1943 au Caire.

## Carrière
Talaat El Dahshan obtient la médaille d'or dans la catégorie des poids lourds aux Jeux africains de 1965 à Brazzaville, battant l'Algérien Omar Aliane par KO lors de la troisième manche. 
Il est médaillé d'or des poids lourds aux championnats d'Afrique de boxe amateur 1966 à Lagos et aux championnats d'Afrique de boxe amateur 1968 à Lusaka.
Il dispute les Jeux olympiques d'été de 1968 où il est éliminé dès le premier tour, et remporte la médaille de bronze des poids lourds aux Jeux méditerranéens de 1971 à Izmir.
Il est médaillé de bronze dans la catégorie des poids lourds aux championnats d'Afrique de boxe amateur 1972 à Nairobi puis médaillé d'argent aux championnats d'Afrique de Kampala en 1974.